# Lekka kolej w Salt Lake City

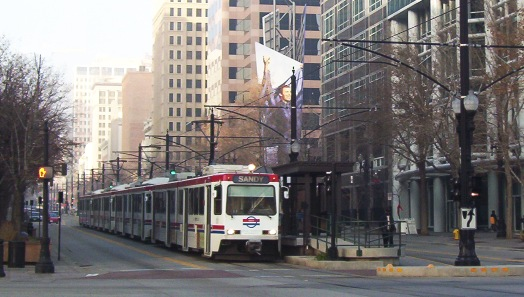
Czterowagonowy skład tramwajów w centrum Salt Lake City

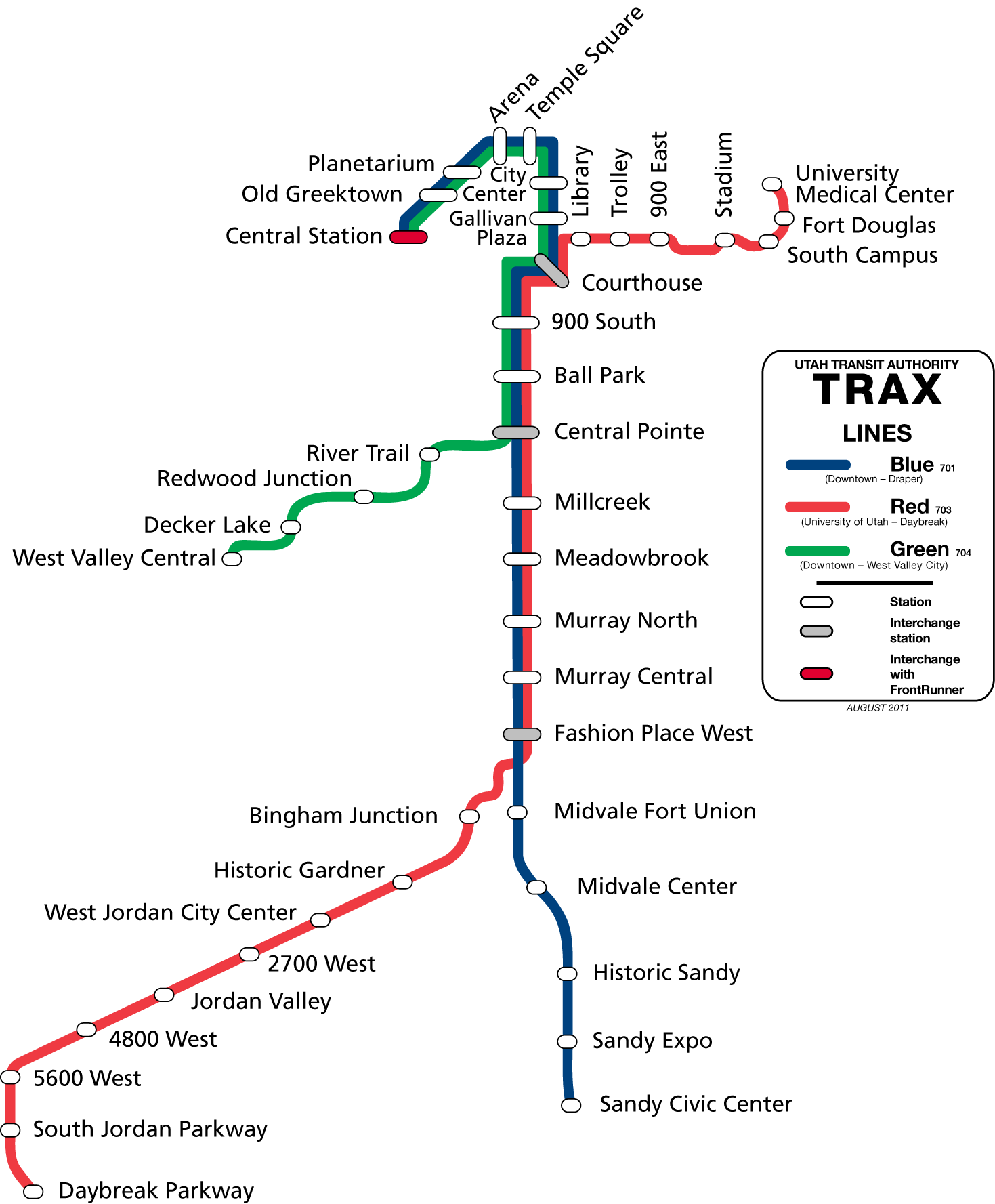
Schemat sieci

Transit Express (TRAX) – system lekkiej kolei działający w Salt Lake City w Stanach Zjednoczonych.

## Historia
Pierwsze tramwaje, ciągnięte przez muły, uruchomiono w 1872. Tramwaje te zostały zastąpione przez tramwaje elektryczne w 1889. W latach 30. XX w. rozpoczęto likwidację sieci tramwajowej, którą zakończono w 1941 r.
Pierwszy pomysł budowy linii lekkiej kolei wzdłuż autostrady międzystanowej nr 15, która stanowi główną arterię miasta pojawił się w latach 80. XX w. Pomysł ten spotkał się jednak z falą krytyki. W 1988 Kongres Stanów Zjednoczonych przyznał 5 mln dolarów na wykup gruntów pod budowę linii. W 1997 ruszyły pierwsze prace budowlane po otrzymaniu dofinansowania z Federal Transit Administration (FTA). Otwarcie pierwszej linii Delta Center (obecnie Arena) – Sandy Civic Center o długości 24 km z 16 przystankami nastąpiło w grudniu 1999. W grudniu 2001 oddano do eksploatacji pierwszą część linii do Uniwersytetu medycznego. Pierwsza część linii prowadziła z Delta Center (obecnie Arena) do Stadium. Drugą część linii otwarto we wrześniu 2003 z przystanku Stadium do Uniwersytetu medycznego. Łącznie cała linia ma 6 km długości. 27 kwietnia 2008 pierwszą linię wydłużono od przystanku Arena do dworca kolejowego skąd odjeżdżają pociągi podmiejskie spółki Front Runner, dalekobieżne oraz autobusy. Przedłużenie to ma długość 1,2 km, na którym znajdują się 3 przystanki. 7 sierpnia 2011 otwarto dwie nowe linie:
- West Valley Line do końcówki West Valley Central. Trasa ma długość 8,2 km
- Mid-Jordan Line do końcówki Daybreak Parkway. Trasa ma długość 17 km

14 kwietnia 2013 otwarto odcinek Arena – Airport o długości 9,4 km.
Obecnie sieć lekkiej kolei składa się z tras o długości 66 km, na których znajduje się 47 przystanków. Operatorem sieci jest spółka Utah Transit Authority (UTA).

## Linie
W Salt Lake City istnieją trzy linie:
- 701 (linia niebieska): Salt Lake Central – Sandy Civic Center
- 703 (linia czerwona): University Medical Center – Daybreak Parkway
- 704 (linia zielona): Salt Lake Central – West Valley Central

## Tabor
W eksploatacji znajduje się 146 tramwajów. Najstarszą serią są zamówione w 1996 SD-100. Składy SD-100 są dwuczłonowe i w całości wysokopodłogowe, mają 24,8 m długości, 2,7 m szerokości. Każdy tramwaj posiada 4 silniki o mocy 580 kW każdy. W 1999 zakupiono 16 tramwajów serii SD-160, które są bardzo podobne do tramwajów serii SD-100. W 2002 zakupiono dwa tramwaje produkcji „Urban Transportation Development Corporation” (UTDC). W 2004 zakupiono kolejnych 29 pojazdów tego samego producenta. W 2008 podpisano umowę z Siemens AG na dostawę 77 tramwajów Siemens Avanto. Ostatnie tramwaje tej serii mają zostać dostarczone w 2012. Umowa
przewiduje zamówienie dodatkowych 180 tramwajów. Tramwaje Avanto są trzyczłonowe i częściowo niskopodłogowe.